# Ullstämma
Ullstämma este o arie protejată (arie specială de conservare — SAC, sit de importanță comunitară — SCI) din Suedia întinsă pe o suprafață de 67,2 ha, integral pe uscat.

## Localizare
Centrul sitului Ullstämma este situat la coordonatele 58°21′10″N 15°39′54″E / 58.3528°N 15.6649°E.

## Înființare
Situl Ullstämma a fost declarat sit de importanță comunitară în ianuarie 2002 pentru a proteja 1 specie de plante. Situl a fost protejat și ca arie specială de conservare în martie 2011.

## Biodiversitate
Situată în ecoregiunea boreală, aria protejată conține 3 habitate naturale: Păduri caducifoliate de mlaștină fino-scandinave, Taiga vestică, Mlaștini împădurite.
La baza desemnării sitului se află o specie protejată de  plante: Buxbaumia viridis.